# جینو سینیمبرگی
جینو سینیمبرگی (ایتالیایی: Gino Sinimberghi؛ ‏ ۲۶ اوت ۱۹۱۳ – ۲۹ دسامبر ۱۹۹۶) خواننده تنور اپرا و بازیگر اهل ایتالیا بود.
وی دانش‌آموختهٔ تکنیک‌های صدا و خوانندگی در آکادمی ملی سانتا چچیلیا بود.
از فیلم‌هایی که وی در آن‌ها نقش داشته‌است، می‌توان به به‌خاطر تو مرتکب گناه شده‌ام، نیروی سرنوشت و تمام رم در برابر او لرزید اشاره نمود.